# SN 2002jw
SN 2002jw – supernowa typu Ia odkryta 6 grudnia 2002 roku w galaktyce A023000-0836. W momencie odkrycia miała maksymalną jasność 22,80m.